# 文覺
文覺（1139年—1203年8月29日），日本平安時代末期至鐮倉時代初期的武士，同時也是真言宗的僧侶。他是鐮倉幕府重要幕僚之一，同時也是神護寺的中興之祖。俗名遠藤盛遠。
出生於攝津源氏傘下的武士團渡邊黨（遠藤氏）。父親是遠藤左近將監茂遠。曾擔任統子內親王的北面武士，並在19歲出家。
根據《平家物語》的記載，文覺性格焦躁莽撞，曾為復興京都高尾山的神護寺而闖入後白河法皇居住的法住寺殿發起強訴，因而被流放到了伊豆國。由於伊豆國是渡邊黨庇護人源賴政的知行國，文覺在那裡得到了照顧，被近藤國高安排在奈古屋寺住下。他與同在伊豆國的前兵衛佐源賴朝交情甚好，並竭力勸說源賴朝起兵，復興源氏。
源賴朝推翻平氏政權、建立鐮倉幕府之後，文覺成為了幕府中的重要人物。他在源賴朝和後白河法皇的支持下，相繼復興了神護寺、東寺、高野山大塔、東大寺、江之島弁財天等佛教建築。在源賴朝大肆搜捕平家落人的時候，他為平維盛的遺孤平六代（平高清）求情，將六代收為徒弟並帶到神護寺保護起來。
源賴朝死後，文覺捲入了武家和皇家的鬥爭之中，並在1199年（建久十年）的三左衛門事件中受到牽連，被權大納言源通親流放到了佐渡國，平六代也在同一年被殺。1202年源通親死後，文覺回到京都。不久又被後鳥羽上皇懷疑謀反，流放對馬國。流放途中死於鎮西的大宰府。